# Вирджиния Улф
Вирджиния Улф, родена като Аделайн Вирджиния Стивън (на английски: Virginia Woolf, Adeline Virginia Stephen) е британска романистка, есеистка, издател, феминистка и автор на разкази, смятана за една от най-изтъкнатите фигури на литературата на модернизма във Великобритания през XX век.
Между Първата и Втората световна война Вирджиния Улф заема специално място в лондонското литературно общество и е член на Кръга Блумсбъри. Между най-известните ѝ творби са романите „Мисис Далауей“, „Към фара“ и „Орландо: Биография“, както и монографичното есе „Собствена стая“ със знаменитата сентенция „Една жена трябва да има пари и собствена стая, ако иска да пише проза". (A woman must have money and a room of her own if she is to write fiction.)

## Биография

### Младежки години
Аделайн Вирджиния Стивън е родена в Лондон в семейството на сър Лесли Стивън, считан за основател на Кръга Блумсбъри, и Джулия Принсъп Стивън (1846 – 1895). Майка ѝ е известна красавица, която била родена в Индия в семейството на д-р Джин и Мария Патъл Джаксън и по-късно се премества в Англия със своята майка, където работи като модел на художниците прерафаелити, като Едуард Бърн-Джоунс. Бащата на Вирджиния, сър Лесли Стивън, е известен писател, критик и планинар. Вирджиния израства в дома на 22 Хайд парк гейт, Кенсингтън, в средата на образовано и сплотено семейство с либерален дух. Майка ѝ е била женена преди това, но съпругът ѝ умира не след дълго. Същото се случва и с бащата на Вирджиния. Затова семейство Стивънс е съставено от деца от три различни брака. Децата на Джулия от първия ѝ съпруг — Херберт Дъкуърт са три: Джордж (1868 – 1934), Стела (1869 – 1897) и Джералд (1870 – 1937). Лесли има дъщеря от първата си съпруга Мини Текери – Лаура, но тя страдала от психическо разстройство и живяла с тях до 1891 г., след което прекарва остатъка от живота си в клиника. Джулия и Лесли имат четири деца: Ванеса (1879 – 1961), Тоби (1880 – 1906), Вирджиния и Ейдриан (1883 – 1948).
Успехите на сър Лесли Стивън като редактор, критик и биограф, както и родствената му връзка с Уилям Текери (баща на първата му съпруга) оказват влияние върху средата, в която Улф израства. Сред редовните посетители на къщата са Хенри Джеймс, Джордж Елиът, Джордж Хенри Луис, Джулия Маргарет Камерън (леля на Джулия Стивън) и Джеймс Ръсел Лоуел, който е кръстник на Вирджиния. Джулия Стивън има също добро положение в обществото – една от прабабите ѝ е била придворна дама на Мария Антоанета. Тя произлиза от семейство на прочути красавици, които са оставили своя отпечатък във викторианското общество като модели на различни художници и фотографи. Като допълнение към тези факти идва и огромната домашна библиотека, където Вирджиния и Ванеса учат като частни ученички класическа и английска литература за разлика от братята си, които получават публично образование.
Според Вирджиния най-ярките ѝ детски спомени обаче са свързани не с Лондон, а със Сейнт Айвс, в Корнуол, където семейството ѝ прекарва всяко лято до 1895 г. Семейството отсяда в къща, наречена Таланд Хаус, с изглед към залива Портминстър. Спомените за семейните ваканции и впечатленията от природата, особено от Годреви Лайтхаус (известен фар), играят голяма роля в творчеството ѝ в следващите години, особено в романа Към фара.
Вирджиния е едва на 13 години, когато майка ѝ внезапно умира през 1895 г.. Вирджиния страда много, а две години по-късно, когато умира и сестра ѝ Стела, започват нейните нервни кризи. Смъртта на баща ѝ през 1904 г. е причина за най-страшната ѝ от тях и Вирджиния дори прекарва известно време в клиника.
През целия си живот Улф е съпровождана от резки смени на настроенията. Въпреки че тези редовни психически сривове повлияват силно на социалните ѝ контакти, творческите ѝ способности остават непокътнати. Смята се, че Вирджиния е страдала от биполярно разстройство – болест, оставила отпечатък върху работата ѝ, във връзките ѝ с хората, в живота ѝ и е най-вероятната основна причина за самоубийството ѝ. След смъртта на баща им през 1904 г. Вирджиния, Ванеса и Ейдриан продават жилището на Хайд парк гейт 22 и купуват къща на Гордън скуеър 46 в Блумсбъри. Домът на младите Стивън става център на прогресивната мисъл, където се обсъждат горещите проблеми на обществото. Ванеса и Вирджиния са много близки и дори си дават клетва никога да не се женят и да не се разделят.

### Блумсбъри
По време на обучението си в Лондонския и Кеймбриджкия Кингс колидж, Улф се запознава с Литън Стрейчи, Клайв Бел, Саксън Сидни-Търнър, Дънкан Грант и Ленард Улф, като всички те заедно формират ядрото на интелектуалния кръг, познат като кръга „Блумсбъри“. Това е влиятелна група от литератори и хора на изкуството, които оспорват твърдо установените във викторианското общество понятия за благоприличие и се прочуват за първи път през 1910 г. с т.нар. „Дредноут измама“. При тази преднамерена подигравка с церемониалните обноски група дегизирани младежи се представят за делегация от Абисинското кралство и дори успяват да инспектират военен кораб, без да бъдат разобличени. Дори след приключването на авантюрата си те сами информират пресата и изпращат снимка в „Дейли Мирър“. Вирджиния е облечена като мъж и нейният собствен разказ за случката е открит много по-късно и публикуван през 2008 г.

### Личен живот
Вирджиния Стивън се омъжва за писателя Ленард Улф през 1912, наричайки го по време на годежа на шега „беден евреин“. Двамата са съмишленици, имат невероятно силна връзка помежду си и си сътрудничат в професионално отношение, основавайки през 1917 издателството „Хогарт прес“ (на английски: Hogarth Press). Там се отпечатват повечето творби на Улф. През 1922 г. Вирджиния среща Виктория Саквил-Уест (по-известна като Вита). След малко несигурно начало двете започват любовна връзка, която продължава почти 10 години. Улф описва Вита в „Орландо“, фантастичен биографичен очерк, в който животът на главния герой протича в рамките на три века. Любопитното е, че въпросният главен герой е ту мъж, ту жена. Дори след като връзката им приключва, приятелството между Улф и Вита продължава до смъртта на писателката през 1941 г. Вирджиния остава близка и с брат си Ейдриън и сестра си Ванеса (Тоби умира от тиф на 26 години.)

### Самоубийство
След завършването на последния си роман „Между действията“ (Between the Acts), Улф изпада в депресия, подобна на тези, които е имала по-рано. Войната, разрушаването на дома ѝ в Лондон по време на немските въздушни атаки, както и хладният прием на написаната от нея биография на нейния приятел Роджър Фрай влошават състоянието ѝ до такава степен, че тя не е в състояние да пише повече.
На 28 март 1941, на 59 години, Вирджиния слага край на живота си, като пълни джобовете си с камъни и се потапя във водите на река Оуз, която тече близо до дома ѝ. Тялото ѝ е намерено едва на 18 април. Ленард я погребва под едно дърво в градината на къщата им в Родмел, Съсекс.
В предсмъртната бележка до съпруга си Вирджиния пише:
„Сигурна съм, че полудявам отново. Усещам, че вече няма да можем да издържим подобен ужасяващ момент. И този път едва ли ще се оправя. Започвам да чувам гласове, не мога да се концентрирам. Така че правя това, което ми се струва най-правилно. Ти ми подари възможно най-голямото щастие. Беше всичко, което някой някога би могъл да бъде. Никои други двама души не биха могли да бъдат по-щастливи от нас, стига да не беше тази ужасна болест. Повече не мога да се боря. Знам, че разрушавам живота ти, че без мен ще можеш да работиш спокойно. И ще работиш, аз знам. Сам виждаш, не мога дори това да напиша както трябва. Не мога да чета. Това, което искам да кажа е, че на теб дължа цялото щастие в живота си. Беше безкрайно търпелив и невероятно добър с мен. Искам да го кажа – всеки го знае. Ако някой можеше да ме спаси, то това със сигурност щеше да си ти. Всичко в мен се разруши освен вярата в твоето чистосърдечие. Не мога да си позволя да продължа да съсипвам живота ти повече. Никои други двама души не биха могли да познаят щастие, по-голямо от нашето. В.“

## Творчество
Вирджиния започва да пише през 1905 г., отначало като дописник за литературното приложение на вестник „Таймс“. Първият ѝ роман The Voyage Out е публикуван през 1915 г. Тя е винаги много самокритична към текстовете си и ги преработва многократно, докато ги одобри. Всичките ѝ романи са издадени от „Хогарт прес“, като в някои случаи тя участва дори в набора.
Вирджиния Улф е една от първите модерни писателки, показала света през женските очи. Тя доказва, че няма мъжки и женски интелект и бунтът ѝ срещу света на мъжете не е престанал да впечатлява и днес.

## Книги на български
- Смъртта на еднодневката. Сборник разкази и есета, изд. Народна култура, 1983. Превод: Жени Божилова.
- Мисис Далауей, 1989. Превод: Мариана Неделчева.
- Орландо, Изд. „Български художник“, 1993. Превод: Васил Дудеков-Кършев. ISBN 954-406-040-5
- Орландо, Изд. „Издателски център В. Търново“, 1993. Превод: Мая Вачева. ISBN 954-559-005-X
- Собствена стая, изд. „Хемус“, 1999. Превод: Иглика Василева. ISBN 954-428-191-6
- Три гвинеи, изд. „Златорогъ“, 2001. Превод: Иглика Василева. ISBN 954-437-100-1
- Към фара, изд. „Колибри“, 2008. Превод: Иглика Василева. ISBN 978-954-529-549-2
- Вълните, изд. „Унискорп“, 2009. Превод: Иглика Василева. ISBN 978-954-330-204-8
- Госпожа Далауей, изд. „Колибри“, 2011. Превод: Мариана Неделчева. ISBN 978-954-529-892-9
- Литературни есета, изд. „Колибри“, 2015. Превод: Иглика Василева. ISBN 978-619-150-615-6
- Нощ и ден, изд. „Колибри“, 2016. Превод: Иглика Василева. ISBN 978-619-150-892-1
- Флъш, изд. „Кръг“, 2020, Превод: Иглика Василева,.ISBN 978-619-7596-28-1

## Модерни изследвания и интерпретации
В последно време изследванията върху Улф са фокусирани върху феминистката и лесбийската тематика в нейното творчество, като например сборникът от критически есета „Вирджиния Улф: лесбийски четения“ (1997) (Virginia Woolf: Lesbian Readings), с редактори Ейлин Барет и Патриция Крамер.
През 2001 излиза книгата „Писмата на Вита Саквил-Уест и Вирджиния Улф“ (The Letters of Vita Sackville-West and Virginia Woolf) под редакцията на Луиз ДеСалво и Митчел Леаска, която е сборник от писма на Вита Саквил-Уест към Улф, заедно с някои бележки вътре.

## В киното
- Кой се страхува от Вирджиния Улф? (1966) – филм, базиран на театралната пиеса. Заглавието е алюзия и пародия на „Кой се страхува от големия лош вълк“?
- Вирджиния Улф е изобразена сред героите във филма Часовете по романа на Майкъл Кънингам, ролята играе Никол Кидман.